# Penicillium glandicola
Penicillium glandicola är en svampart. Penicillium glandicola ingår i släktet Penicillium och familjen Trichocomaceae.

## Underarter
Arten delas in i följande underarter:
- glaucovenetum
- confertum
- mononematosum
- glandicola

## Bildgalleri

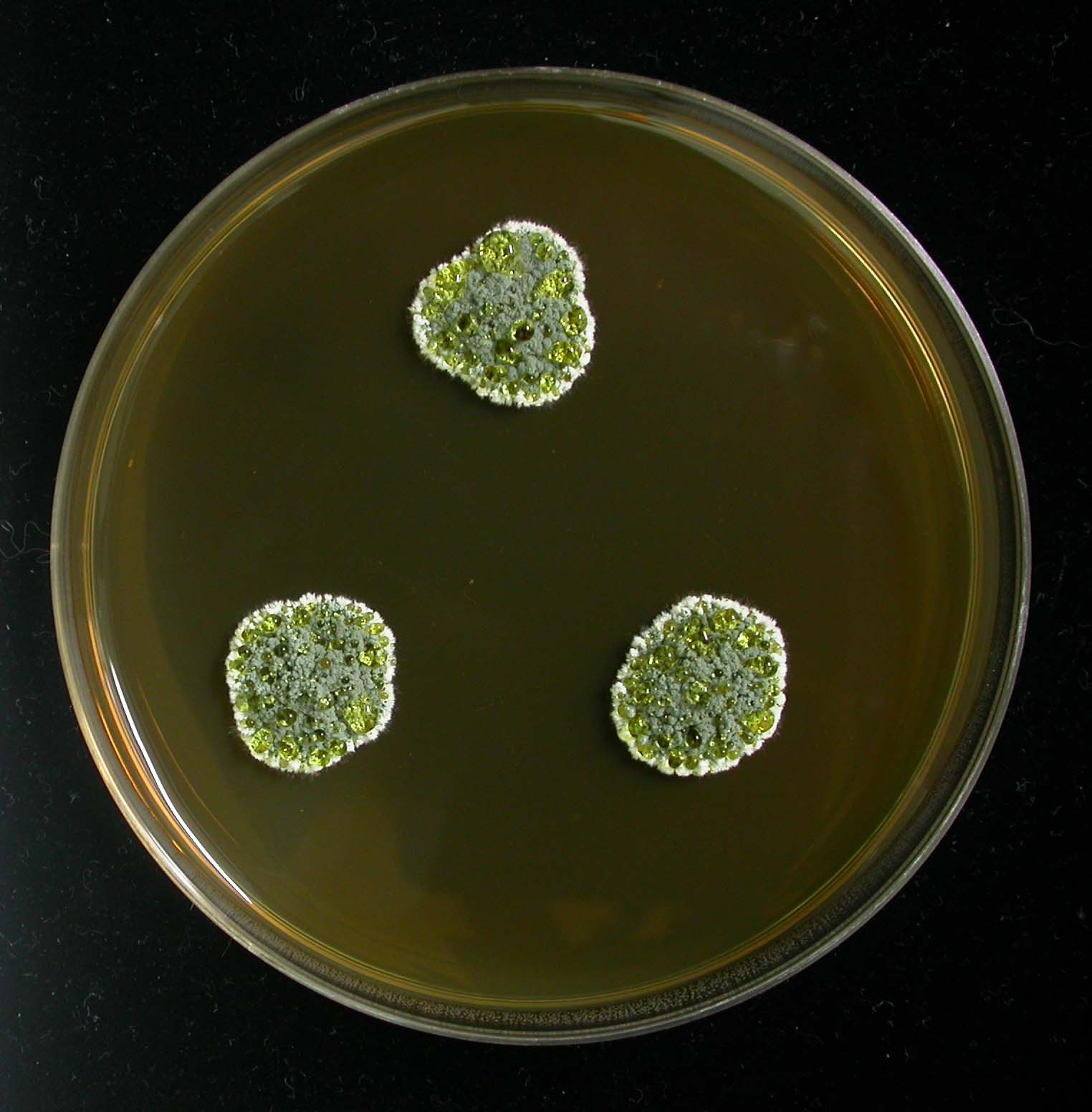